# Dinu Cocea
Dinu Cocea (ur. 22 września 1929 w Periș, zm. 26 grudnia 2013 w Paryżu) – rumuński scenarzysta i reżyser filmowy.

## Filmografia
scenarzysta
- 1968: Porwanie dziewic
- 1968: Zemsta hajduków
- 1971: Tydzień szaleńców
- 1976: Instanța amînă pronunțarea
- 1980: Kapitan hajduków
- 1981: Iancu Jianu, haiducul

reżyser
- 1966: Hajducy
- 1968: Porwanie dziewic
- 1968: Zemsta hajduków
- 1970: Hajducy kapitana Angela
- 1971: Posag księżniczki Ralu
- 1971: Tydzień szaleńców
- 1972: Parașutiștii
- 1973: Operacja „Dąb”
- 1974: Stejar – extremă urgență
- 1976: Instanța amînă pronunțarea
- 1979: Ecaterina Teodoroiu
- 1980: Kapitan hajduków
- 1981: Iancu Jianu, haiducul

aktor
- 1976: Instanța amînă pronunțarea – prokurator w procesie inż. Vargi
- 1980: Rug și flacără – gen. Ion Emanuel Florescu